# 第57回国民体育大会
第57回国民体育大会（だい57かいこくみんたいいくたいかい）は、2002年の1月26日から10月31日までの期間、高知県の高知市を主な会場として開催された。大会スローガンは「いしん前進」。大会マスコットはくろしおくん。
1月26日から北海道帯広市で冬季大会スケート・アイスホッケー競技会、2月20日からは新潟県妙高高原町ほかでスキー競技会が行われた。
9月21日からは夏季大会が、10月26日からは秋季大会が開催された。

## 概要
四国での開催はこれまで複数の県が共同開催されたが、単独での開催は初めて。そのため、宿舎や競技会場が不足した。これを受けて、宿舎に入りきれなかった選手を県民有志の自宅や公共施設内に宿泊させる異例の運営方針をとったほか、陸上競技会の開催も秋季大会開会式前に前倒しすることを余儀なくされた。個人では多くの選手が好成績を収めた。しかし、橋本大二郎高知県知事が他県からの選手の引き抜きを行わない方針を貫き、高知は男子・女子総合とも優勝とはならなかった。これは開催地優勝が常態化していた国体で39年ぶりのことである。

## 冬季大会

### スケート競技会・アイスホッケー競技会
第57回国民体育大会冬季大会スケート競技会・アイスホッケー競技会は、1月26日から1月30日を会期として北海道帯広市、清水町、浦幌町で開催された。テーマは「とかち青空国体」。スローガンは「銀盤に輝け 　新世紀の夢と技」。

#### 実施競技・会場一覧
| 競技名                 | 競技名                   | 競技名 | 会場地               | 会場                                              |
| ---------------------- | ------------------------ | ------ | -------------------- | ------------------------------------------------- |
| スケート               | スピード（詳細）         |        | 帯広市               | 帯広の森スピードスケート場                        |
| スケート               | ショートトラック（詳細） |        | 帯広市               | 帯広の森スポーツセンター                          |
| スケート               | フィギュア（詳細）       |        | 帯広市               | 帯広の森スポーツセンター                          |
| アイスホッケー（詳細） | アイスホッケー（詳細）   |        | 帯広市               | 帯広の森アイスアリーナ 帯広の森第二アイスアリーナ |
| アイスホッケー（詳細） | アイスホッケー（詳細）   | 清水町 | 清水町アイスアリーナ |                                                   |
| アイスホッケー（詳細） | アイスホッケー（詳細）   | 浦幌町 | 浦幌町アイスアリーナ |                                                   |

## 夏季大会

### 実施競技・会場一覧
前回秋季大会実施のサッカー、テニス、弓道、ライフル射撃と高校野球（硬式、軟式）を含む11競技（高校野球は公開競技）。
正式競技
- 水泳 - 高知市、春野町・くろしおアリーナ 他
- ボート - 中村市・四万十川ボートコース
- セーリング - 夜須町・夜須特設セーリング会場
- カヌー - 須崎市、土佐町、本山町・浦ノ内湾カヌーレーシング場 他
- ボウリング - 高知市・ボウルジャンボ　他
- ゴルフ - 夜須町、土佐山田町、日高村・土佐カントリークラブ 他
- サッカー - 南国市、佐川町、越知町、野市町、日高村・スポーツパークさかわ球技場 他
- テニス - 大方町、春野町・県立土佐西南大規模公園 他
- 弓道 - 高知市・高知ぢばさんセンター特設弓道場
- ライフル射撃 - 春野町、南国市・県立春野総合運動公園射撃場 他

公開競技
- 高校野球（硬式） - 安芸市、高知市・安芸市総合運動場野球場 他
- 高校野球（軟式） - 室戸市・室戸広域公園野球場

## 秋季大会

### 実施競技・会場一覧
正式競技
- 陸上 - 春野町・県立春野総合運動公園陸上競技場 (会期10月21日～10月24日)
- ホッケー - 土佐山田町、香北町・土佐山田スタジアム、香北町農村広場
- ボクシング - 高知市・県立高知小津高等学校体育館
- バレーボール - 安田町、安芸市、須崎市、大正町・中芸広域体育館、安芸市体育館、県立安芸高等学校体育館、須崎市立スポーツセンター、グリーンピア土佐横浪体育館、県立須崎高等学校体育館、大正体育館
- 体操 - 野市町・高知県立青少年センター体育館
- バスケットボール - 春野町、土佐山田町、伊野町、土佐市、南国市・高知県立春野総合運動公園体育館、県立山田高等学校体育館、高知工科大学体育館、高知県立青少年体育館、県立伊野商業高等学校体育館、土佐市立市民体育館、県立岡豊高等学校体育館、県立高知農業高等学校体育館
- レスリング - 宿毛市・県立宿毛高等学校体育館、県立宿毛工業高等学校体育館
- ウエイトリフティング - 香我美町・香我美町立町民体育館、香我美町立香我美中学校体育館
- ハンドボール - 高知市・県立高知南高等学校体育館・グラウンド、県立高知西高等学校体育館、高知女子大学池キャンパス体育館
- 自転車 - 高知市、土佐町、大川村、本川村、吾北村・高知市総合運動場自転車競技場、特設ロード・レース・コース
- ソフトテニス - 高知市・高知市東部総合運動場テニスコート
- 卓球 - 高知市・高知県立県民体育館
- 軟式野球 - 高知市、中村市、伊野町、宿毛市、窪川町、西土佐村・高知市東部総合運動場野球場、高知市総合運動場野球場、伊野町総合運動場野球場、中村市安並運動公園野球場（四万十スタジアム）、宿毛運動公園野球場、窪川町運動場野球場、西土佐村民運動場
- 相撲 - 室戸市・室戸中央公園相撲場
- 馬術 - 窪川町・高知県立実践農業大学校窪川校特設馬術競技場
- 柔道 - 宿毛市・宿毛市総合運動公園市民体育館
- ソフトボール - 鏡村、野市町、赤岡町、土佐市、東津野村、葉山村・鏡村城ノ平運動公園、高知県立青少年センター、赤岡町民運動場、土佐公園グラウンド、東津野村総合運動公園運動広場、葉山村総合センターグラウンド
- フェンシング - 高知市・高知商業高等学校体育館
- バドミントン - 南国市・南国市立スポーツセンター
- クレー射撃 - 芸西村・ニッサンミロク高知射撃場
- 剣道 - 大方町・県立土佐西南大規模公園（大方地区）体育館
- ラグビーフットボール - 宿毛市、大月町、三原村・宿毛市総合運動公園陸上競技場、大月町多目的運動場、三原村ふれあい広場
- 山岳 - 大豊町、物部村、大川村、本川村、吾北村、本山町・梶ヶ森縦走競技会場、矢筈山縦走競技会場、平家平縦走競技会場、ほどの縦走競技会場、吉野クライミング競技会場
- 空手道 - 高知市・くろしおアリーナ
- 銃剣道 - 芸西村・芸西村民体育館
- アーチェリー - 梼原町・梼原町農村広場特設アーチェリー場
- なぎなた - 土佐清水市・土佐清水市立市民体育館

公開競技
- スポーツ芸術 - 高知市文化プラザかるぽーと 他

## イメージソング
- 「魔法のリングにkissをして」

作詞・作曲・歌：岡本真夜

## 総合成績

### 天皇杯
- 優勝:東京都
- 準優勝:埼玉県
- 第3位:愛知県

### 皇后杯
- 優勝:東京都
- 準優勝:大阪府
- 第3位:宮城県

## 外部サイト
- よさこい高知国体
- 高知新聞 よさこい高知国体特集